# 川辺村 (岡山県)
川辺村（かわべむら）は、岡山県吉備郡にあった村。現在の倉敷市の一部にあたる。

## 地理
高梁川の下流右岸の沖積平野に位置していた。

## 歴史
- 江戸時代、毛利氏の支配を経て、元和元年（1615年）岡田藩領となる[2]。山陽道の川辺宿が置かれた[2]。
- 1889年（明治22年）6月1日、町村制の施行により、下道郡川辺村が単独で村制施行し、川辺村が発足[1][2]。大字は編成せず[2]。
- 1893年（明治26年）10月、大洪水により大きな被害を受けた[2]。
- 1900年（明治33年）4月1日、郡の統合により吉備郡に所属[1][2]。
- 1951年（昭和26年）4月1日、吉備郡岡田村と合併し、大備村を新設して廃止された[1][2]。合併後、大備村大字川辺となる[2]。

### 地名の由来
高梁川に沿った場所の意。当地のみに川辺の地名が付いたのは、古代から山陽道を渡河した重要な地であったため。

## 産業
- 農業[2]

## 名所・旧跡
- 川辺本陣跡
- 川辺脇本陣跡